# ویلیشوو
ویلیشوو (به لاتین: Wieliszewo) یک روستا در لهستان است که در گمینا پوتنگووو واقع شده‌است. ویلیشوو ۲۰۲ نفر جمعیت دارد.